# Wendigo
Een wendigo (ook wel windigo) is een monster uit de verhalen van de Noord-Amerikaanse inheemse bevolking, in het bijzonder de Algonquin-Indianen uit het noordoosten van de Verenigde Staten en het oosten van Canada. De verhalen werden in 1636 voor het eerst aan Europese kolonisten doorgeven via een jezuïtische missionaris die in Quebec de inheemse bevolking bezocht en over hun cultuur schreef.
In deze verhalen werd verteld dat een mens in een wendigo kon veranderen na het plegen van kannibalisme. Dit was een zeer groot taboe onder de Algonquin, men vond dat ook in tijden van grote hongersnood het beter was om zelfmoord te plegen of van honger dood te gaan dan mensenvlees te eten.
Wendigo’s zouden eruitzien als mensen die uit het graf waren opgestaan, maar waren niet dood geweest en dus geen zombies. Volgens de overlevering zijn ze razendsnel, onverzadigbaar en hebben ze altijd een bebloede mond. Na ieder slachtoffer dat ze hebben opgegeten worden ze groter, zodat sommige wendigo's hierdoor reuzen zijn die vele malen groter zijn dan mensen. Omdat ze altijd honger hebben zijn ze constant op zoek naar nieuwe slachtoffers en eten ze desnoods delen van zichzelf wanneer ze geen slachtoffer kunnen vinden. Andere Indianenvolken stellen dat ze half mens – half hert zijn en dat ze ook een gewei dragen. Sommige legendes beweren dat het een geest is die diverse vormen aan kan nemen (zie gedaanteverwisseling), bijvoorbeeld die van een wolk. Een wendigo kan alleen met vuur gedood worden.
De legende van de wendigo wordt nog altijd vaak gebruikt in Amerikaanse films, televisieseries en videospellen, voorbeelden zijn: Until Dawn (videospel waarbij een groep mensen gevolgd worden die meerdere ontmoetingen hebben met wendigo's) en Charmed (waarbij er wordt afgeweken van de legende: overdag is het een mens en 's nachts een wendigo) en Supernatural en wordt ook gebruikt in horrorverhalen van hedendaagse schrijvers, bijvoorbeeld Pet Sematary van Stephen King. Ook in stripboeken komt de wendigo regelmatig voor, zoals in de Donald Duck (De Wet van de Windigo) en in die van Marvel Comics. Ook is de wendigo kaart nummer 50 van de set 'magische monsters' van de Britse Monsters! collectie. In het Playstation 4 spel Until Dawn komen ze ook voor als mensachtige gestaltes, die de mens als gestalte aangenomen hebben - in hetzelfde spel is Blackwood Pines een verwijzing naar de 19e-eeuwse horrorauteur Algernon Blackwood, die in 1910 het verhaal The Wendigo publiceerde en wie, door o.a. H.P. Lovecraft, als meester en grondlegger van het moderne horror genre wordt beschouwd.
Films waarin de wendigo-legende centraal staat zijn onder andere Ravenous, Wendigo, Antlers en Ginger snaps back.
In Europa zijn de legendes met wendigo’s nauwelijks bekend, maar omdat de oorsprong van de verhalen bij de Indianen ligt, zijn ze in de Verenigde Staten en Canada juist zeer bekend. De naam wordt daar zelfs gebruikt in de psychiatrie (wendigo-psychose) om een toestand te beschrijven waarin mensen kannibalistische neigingen ontwikkelen.